# Ingenuity

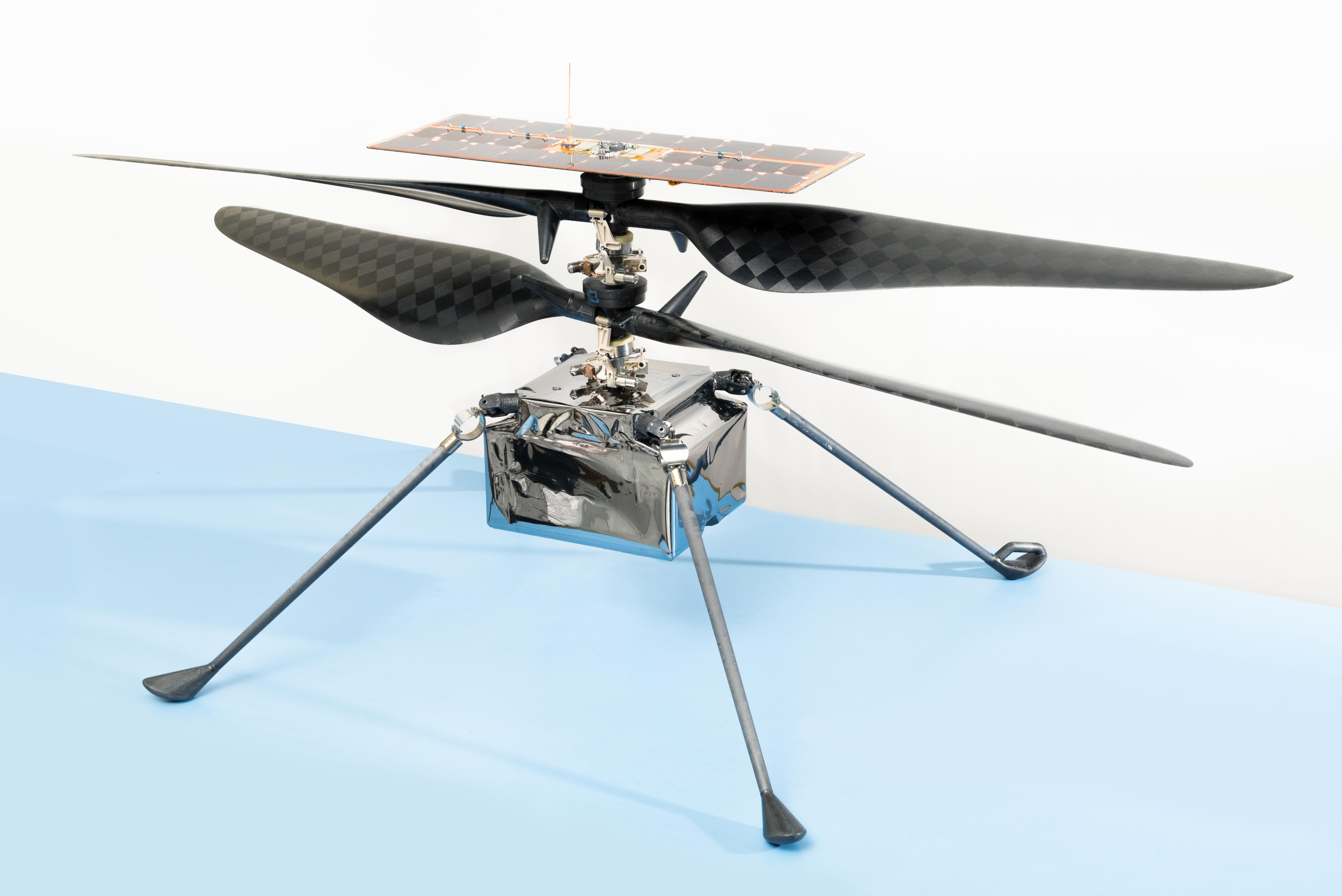
vrtulník Ingenuity

Ingenuity je malý autonomní vrtulník, který pracuje na povrchu Marsu v rámci mise Mars 2020. Byl tam dopraven připojený k vozítku Perseverance, které přistálo 18. února 2021. Na povrch byl uvolněn 3. dubna a poprvé zde vzlétl 19. dubna 2021 jako jako vůbec první létající stroj, který létal na jiné planetě, než je Země. Mise byla ukončena 25. ledna 2024 po zjištění poškození jedné z vrtulí. Helikoptéra celkem absolvovala 72 letů o celkové délce přes dvě hodiny, naposledy odstartovala 18. ledna 2024.
Navrhlo a vyrobilo jej výzkumné centrum NASA Jet Propulsion Laboratory ve spolupráci s AeroVironment Inc., NASA Ames Research Center a NASA Langley Research Center. Dron byl zkonstruován tak, aby byl co nejlehčí a zároveň výkonný. Zařízení musí zároveň odolávat zrychlení a vibracím při startu a přistání.
Problémem bylo zkonstruovat zařízení schopné létat v atmosféře Marsu, která je 100× řidší než atmosféra pozemská. Například pro modelování aerodynamiky rotoru neexistovaly teoretické podklady.

## Konstrukce
Vrtulník Ingenuity je vysoký 49 centimetrů, jeho trup má rozměry 136 mm × 195 mm × 163 mm (NASA jej přirovnává k velikosti softballového míčku) a stojí na čtyřech nohách o délce 384 mm,. Pohánějí jej dva protiběžné dvoulisté rotory s lopatkami z pěnového materiálu pokrytými kompozitem vyztuženým uhlíkovými vlákny. Průměr rotorů je 1,2 metru, provozní otáčky 2400 ot./min. Výkon motoru je 350 W. Vrtulník je napájený baterií šesti lithium-iontových akumulátorů s celkovou kapacitou 35 až 40 Wh (2 Ah). Ty se během marsovského dne dobíjejí solárním panelem umístěným nad listy rotorů. Jako pocta prvním letcům na Zemi je pod panelem upevněn kousek látky z letadla bratří Wrightů.
Ingenuity je navržen pro 2–3 minuty aktivního letu, poté se akumulátory několik dní dobíjejí. V původním plánu mise bylo pro lety vyhrazeno okno 30 solů (marsovských dní), tj. asi 31 pozemských dní, v jejichž průběhu se mělo uskutečnit 5 letů.
Komunikace s vrtulníkem probíhá prostřednictvím prostřednictvím systému Mars Helicopter Base Station umístěného ve vozítku Perseverance, data z vrtulníku jsou zpracovávána stejně jako data z ostatních vědeckých přístrojů vozítka.

## Doprava na povrch Marsu
Ingenuity byl spolu s vozítkem Perseverance součástí mise Mars 2020, která startovala ze Země 30. července 2020 pomocí rakety Atlas V 541 z Mysu Canaveral na Floridě. V průběhu přeletu k Marsu NASA 13. srpna 2020 oznámila, že dron byl poprvé zapnut k provedení testů a dobití akumulátorů.
Úspěšné přistání proběhlo 18. února 2021 v kráteru Jezero. NASA následně 22. února oznámila, že Ingenuity přistání přežil.Vrtulník byl až do přistání na Marsu připevněn pod trupem vozítka Perseverance. Teprve 3. dubna 2021 se od vozítka odpoutal a dosedl na povrch, vozítko následně asi 60 m poodjelo, aby umožnilo bezpečný let. NASA následně 6. dubna oznámila, že vrtulník úspěšně přečkal první noc mimo vozítko, a zároveň, že pořídil první barevnou fotografii.

## Testovací lety
První let Ingenuity byl naplánován asi 60 dní po přistání vozítka na Marsu. Vrtulník poprvé roztočil rotory 9. dubna 2021, pouze však na 50 otáček za minutu. Rover se v tu dobu nacházel asi 60 metrů od vrtulníku.
První testovací let měl prověřit chování vrtulníku při startu a přistání. Plánován byl na 11. dubna, kvůli potížím ve vysokých otáčkách rotoru však byl přesunut na 14. dubna. Uskutečnil se však až 19. dubna 2021, v 11:30 UTC (13:30 SELČ) vědci začali přijímat první letová data od vrtulníku Ingenuity. Vrtulník se pouze vznesl, chvíli se vznášel na místě a poté přistál na stejném místě. Let trval 39,1 sekundy.
Druhý let, který proběhl 22. dubna 2021, rovněž testoval letové schopnosti. V průběhu letu se vrtulník krátce pohyboval stranou, otáčel se, pořídil fotografie ze čtyř směrů a přistál na původním místě. Let trval 51,9 sekundy.
Při třetím letu byl odzkoušen vodorovný let na větší vzdálenost. Vrtulník odlétl asi 50 m ve výšce 5 m nad povrchem, vrátil se zpět a přistál.

## Technologie
Většina technologií použitých na vrtulníku je volně dostupná a prodejná. Software nebyl vytvořen speciálně na míru vrtulníku, protože vše běží na operačním systému Linux. Tím se Mars stal druhou planetou Sluneční soustavy, kde má Linux větší zastoupení než Windows. Řídící a stabilizační systém byl vyvinut pro minisatelity CubeSats.
Vrtulník je naplněný CO2, čímž by měl snáze odolávat mrazu.
Hardware je většinou z veřejně dostupných produktů – například procesorová deska je tvořena 28 nanometrovým procesorem Snapdragon 801 z roku 2014. Tento procesor se používá v mobilních telefonech. Přesto má výpočetní systém vrtulníku vyšší výkon než vozítko Perseverance. Naváděcí smyčky běží na frekvenci 500 Hz, snímky jsou pořizovány kamerou o frekvenci 30 Hz. Vrtulník má laserový výškoměr od společnosti SparkFun, který je umístěn na jeho spodku, a dále sklonoměr, který se stará o hladký průběh startu. Dalšími zařízeními jsou gyroskopy a akcelerometry, které jsou součástí komplexního systému SoC. Vrtulník snímkuje povrch díky 13megapixelovému barevnému fotoaparátu.

### Vypuštění vrtulníku a průběh letu
Samotný proces se skládá ze dvou částí:
Vypuštění vrtulníku a oddělení od vozítka
1. Odpadnutí plastového krytu vrtulníku.
2. Oddělení vrtulníku od vozítka a postavení na povrch.
3. Poodjetí vozítka do dostatečné vzdálenosti (cca 60 metrů).

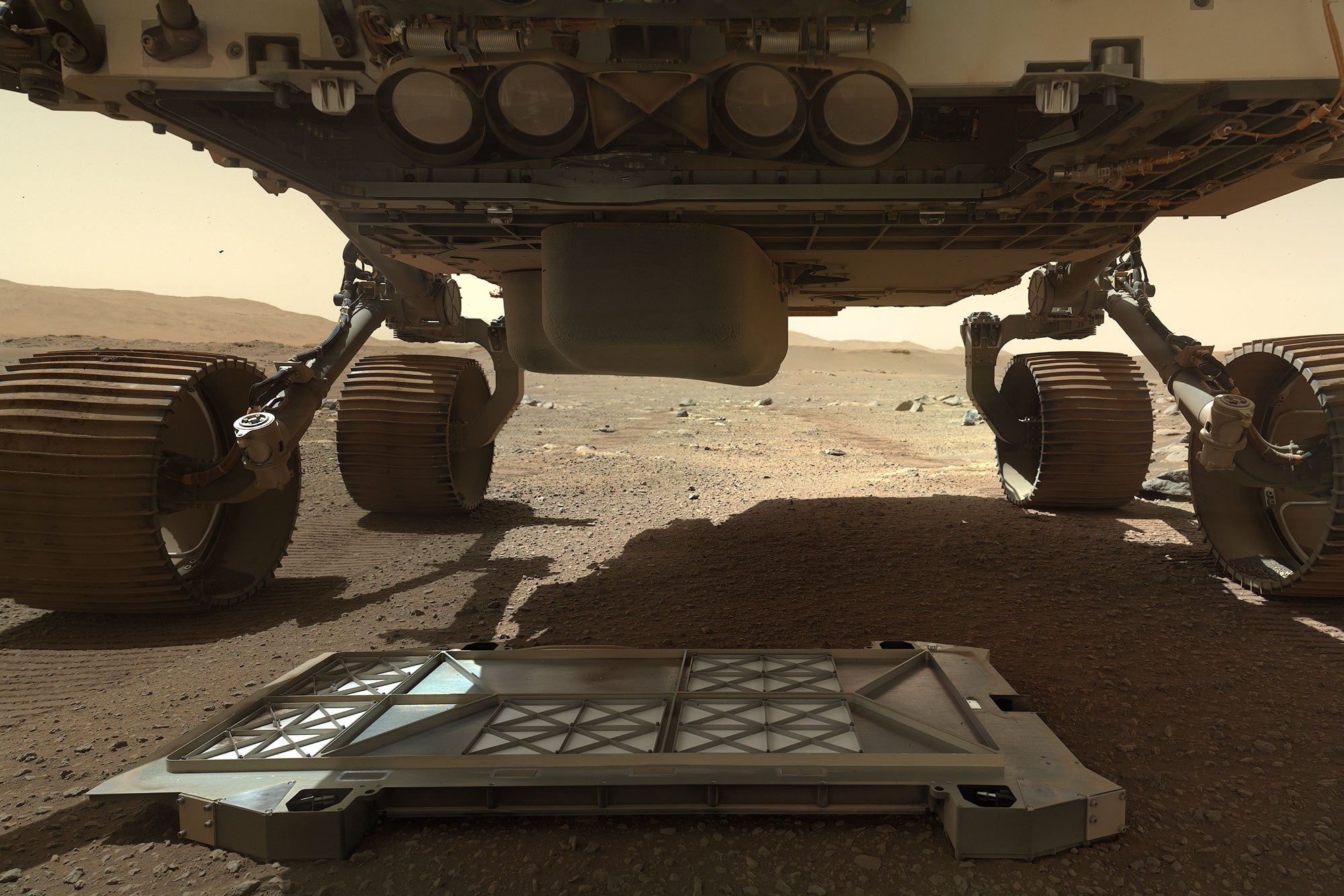
Příprava na odhození plastového krytu (1.)
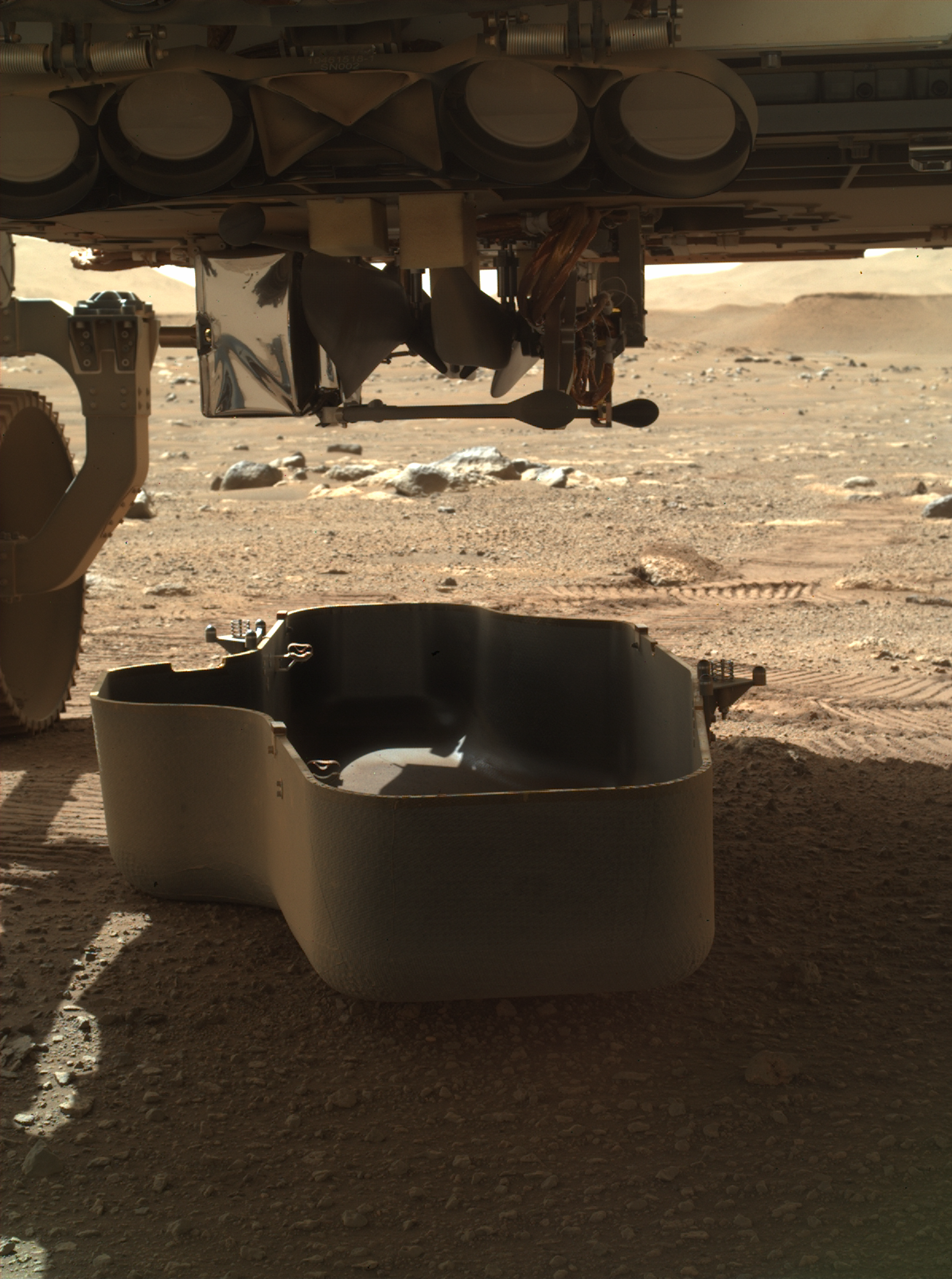
Odhození plastového krytu (1.)
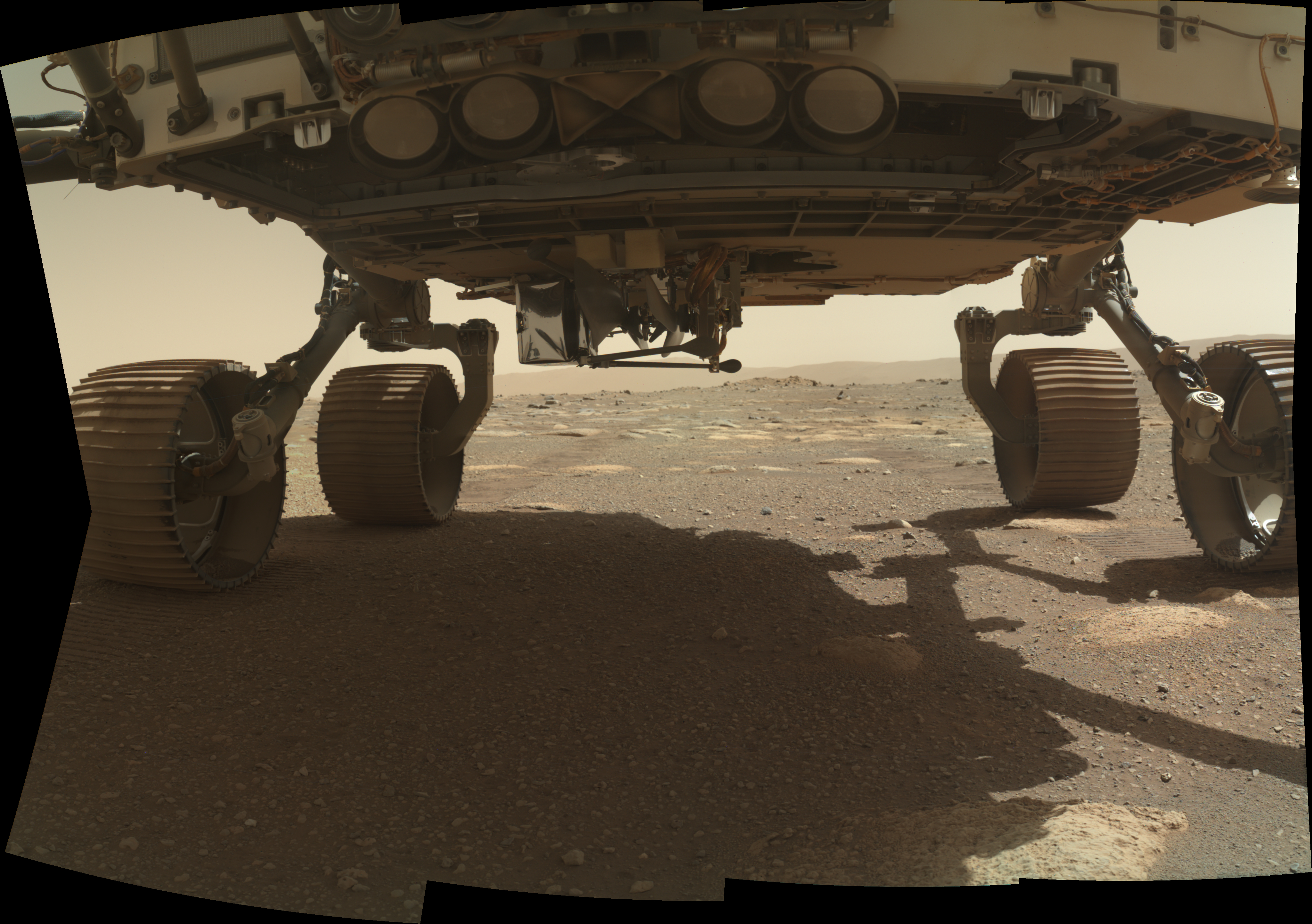
Vrtulník připevněný na břiše vozítka (1.)
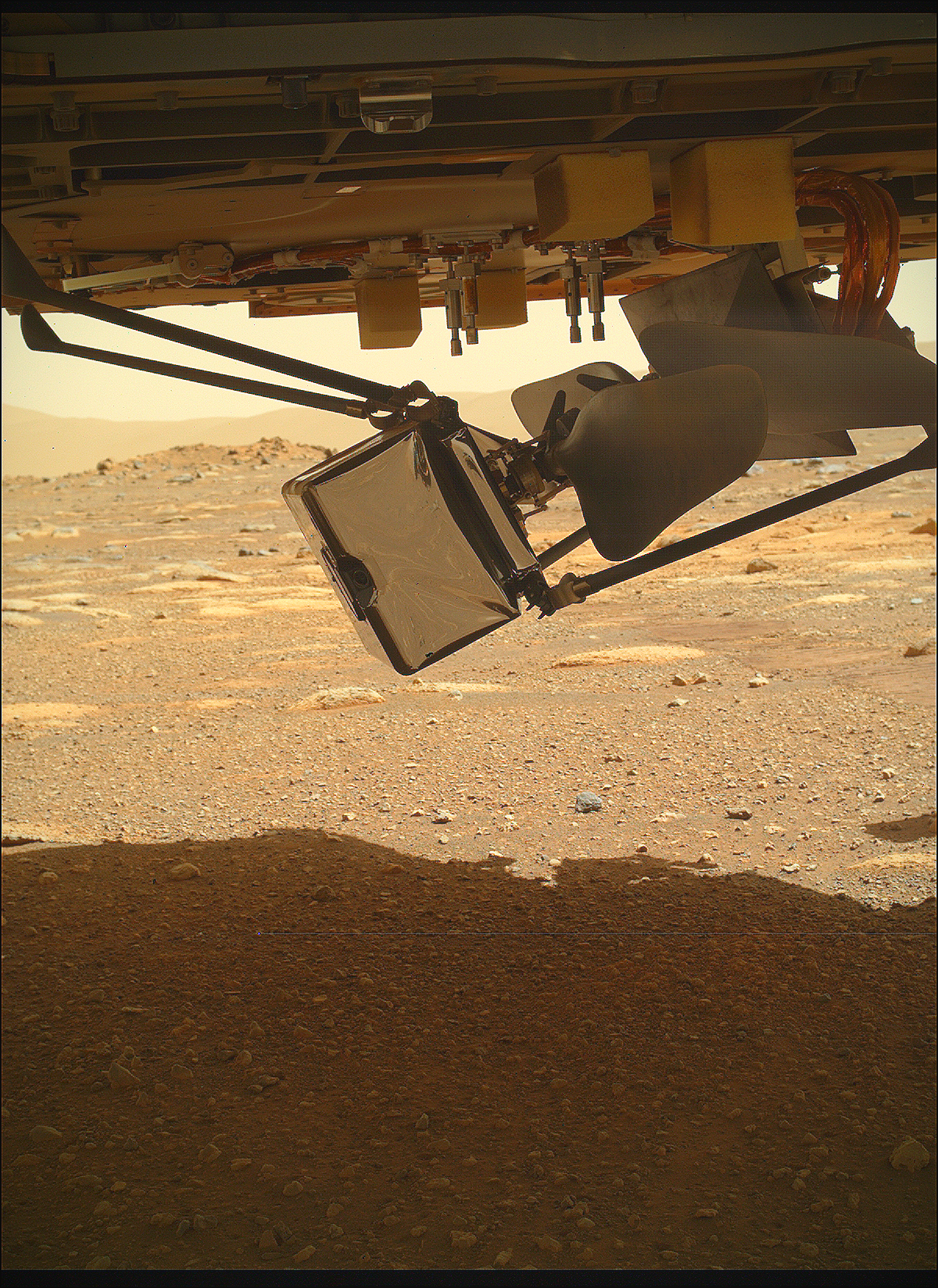
Uvolňování vrtulníku (2.)
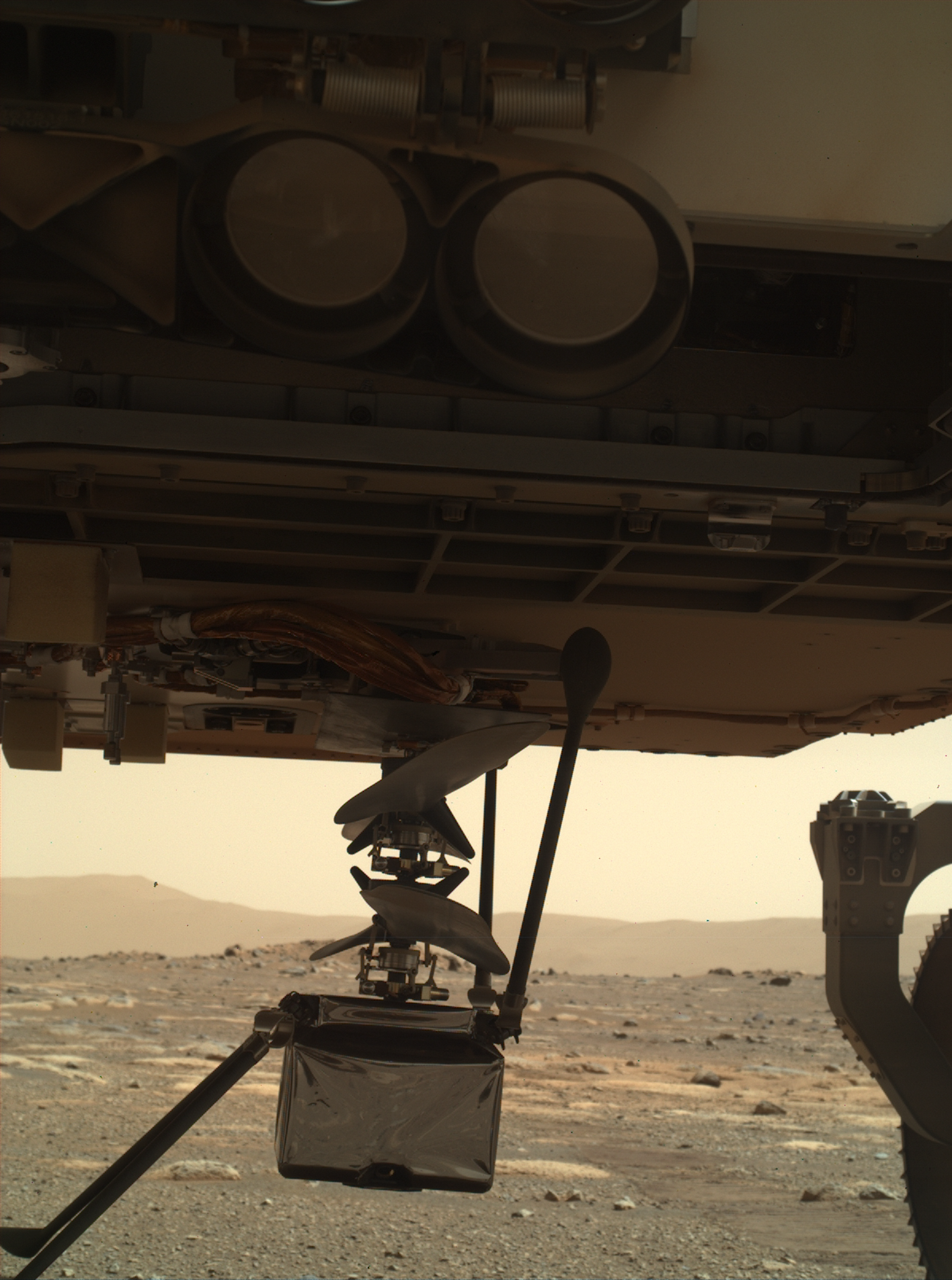
Uvolňování vrtulníku (2.)
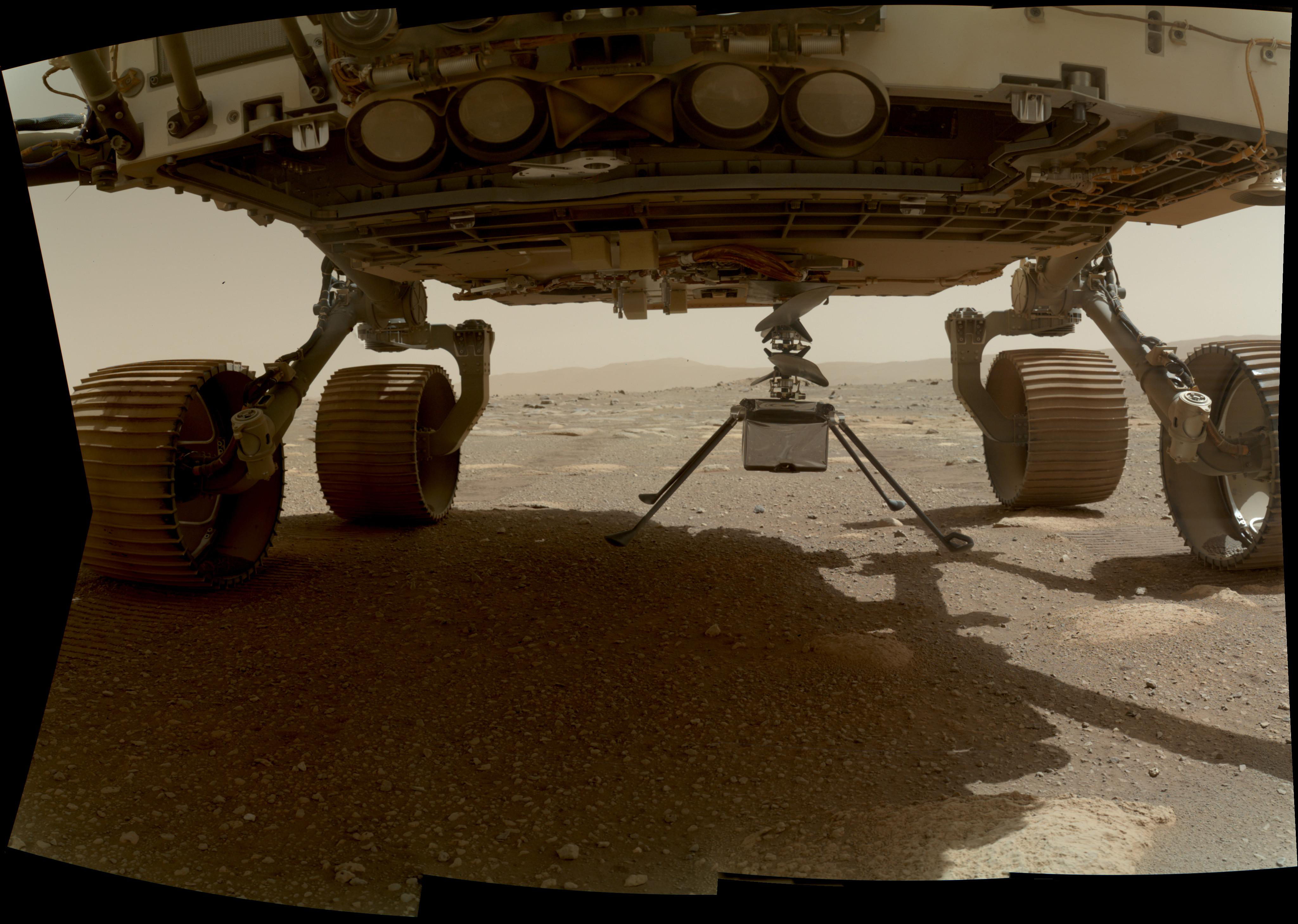
Uvolněný vrtulník (2.)
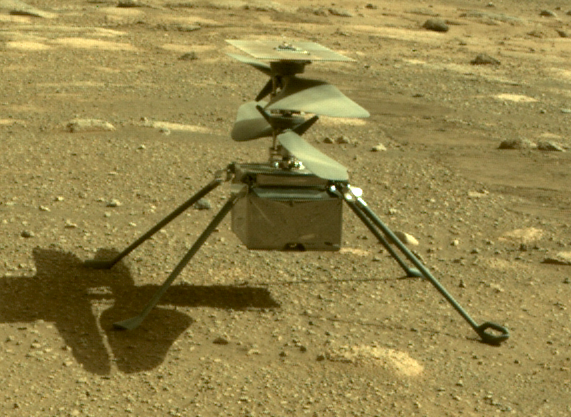
Vrtulník Ingenuity několik metrů od vozítka (3.)

Let vrtulníku v atmosféře
1. Vzlet vrtulníku – dosáhnutí plánované letové výšky a poté pokračování po trase mise.
2. Automatický let vrtulníku po naplánované trase.
3. Orientace je zajišťována díky přesné analýze kamenů, které byly pozemní kontrolou označeny jako kontrolní.
4. Přistání vrtulníku na vytipovaném místě, které bylo zhodnoceno jako bezpečné.

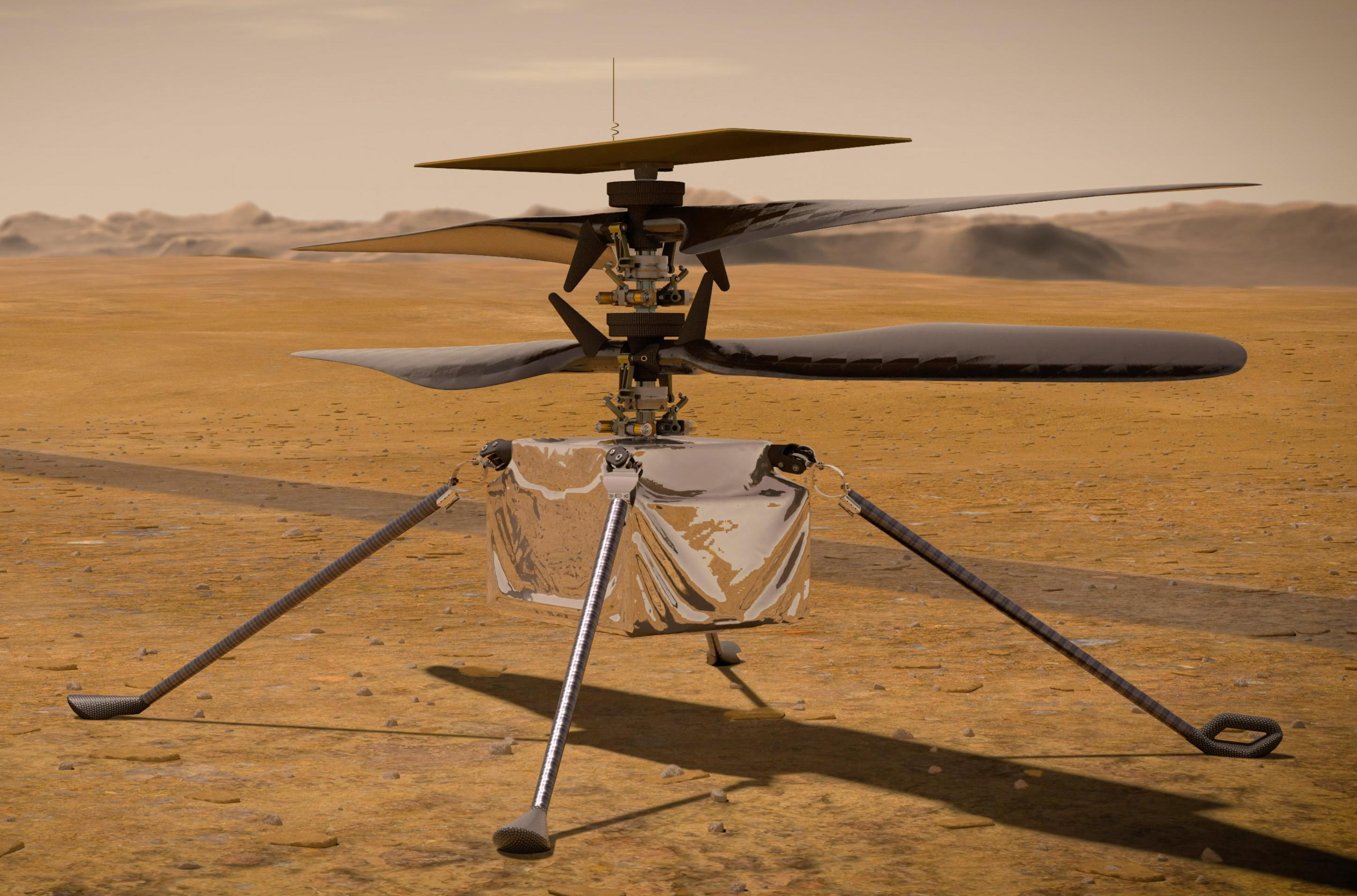
Ingenuity - umělecká ilustrace na povrchu Marsu.

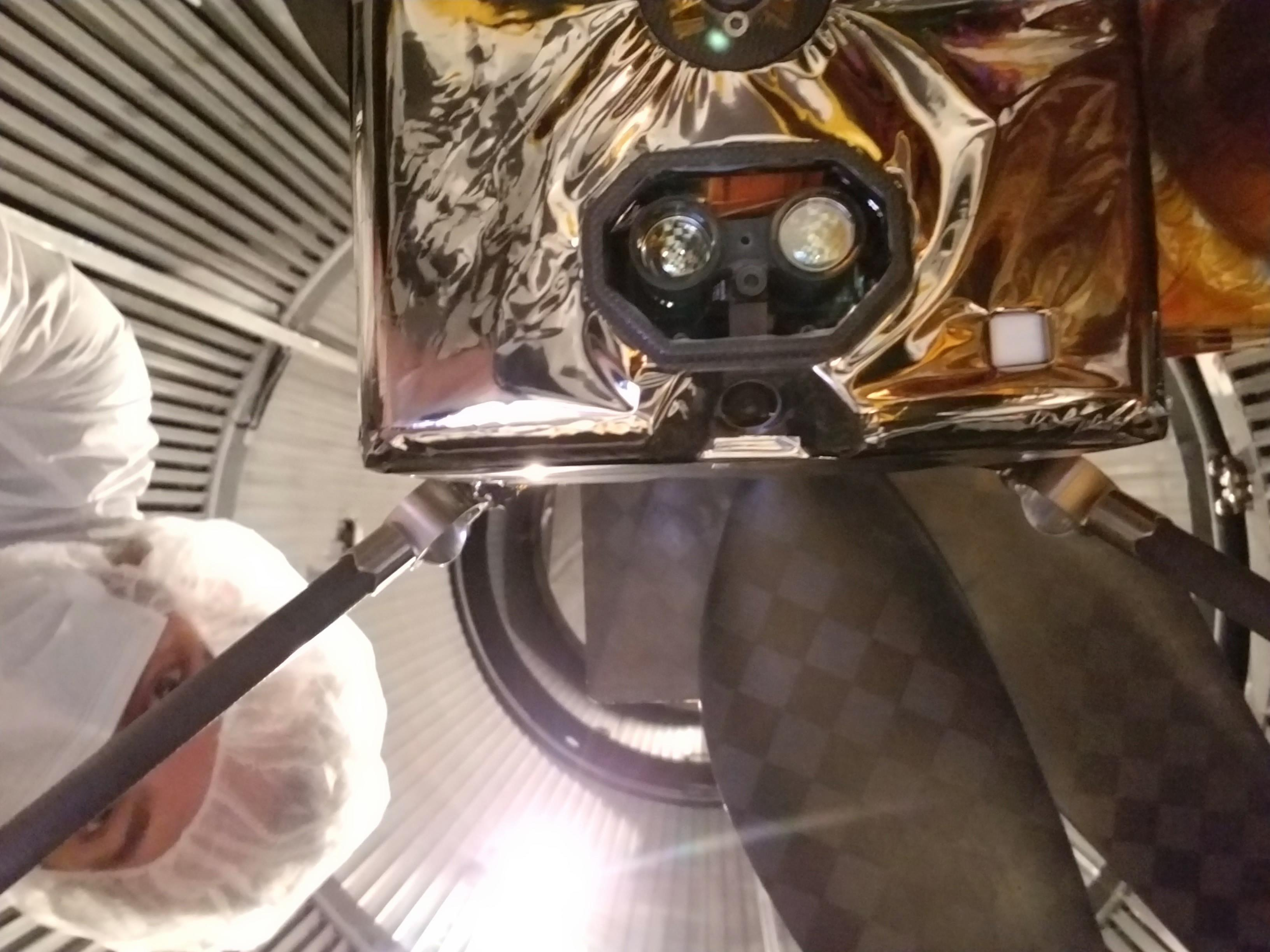
Pohled zespodu, lze vidět kameru a další zařízení vrtulníku.

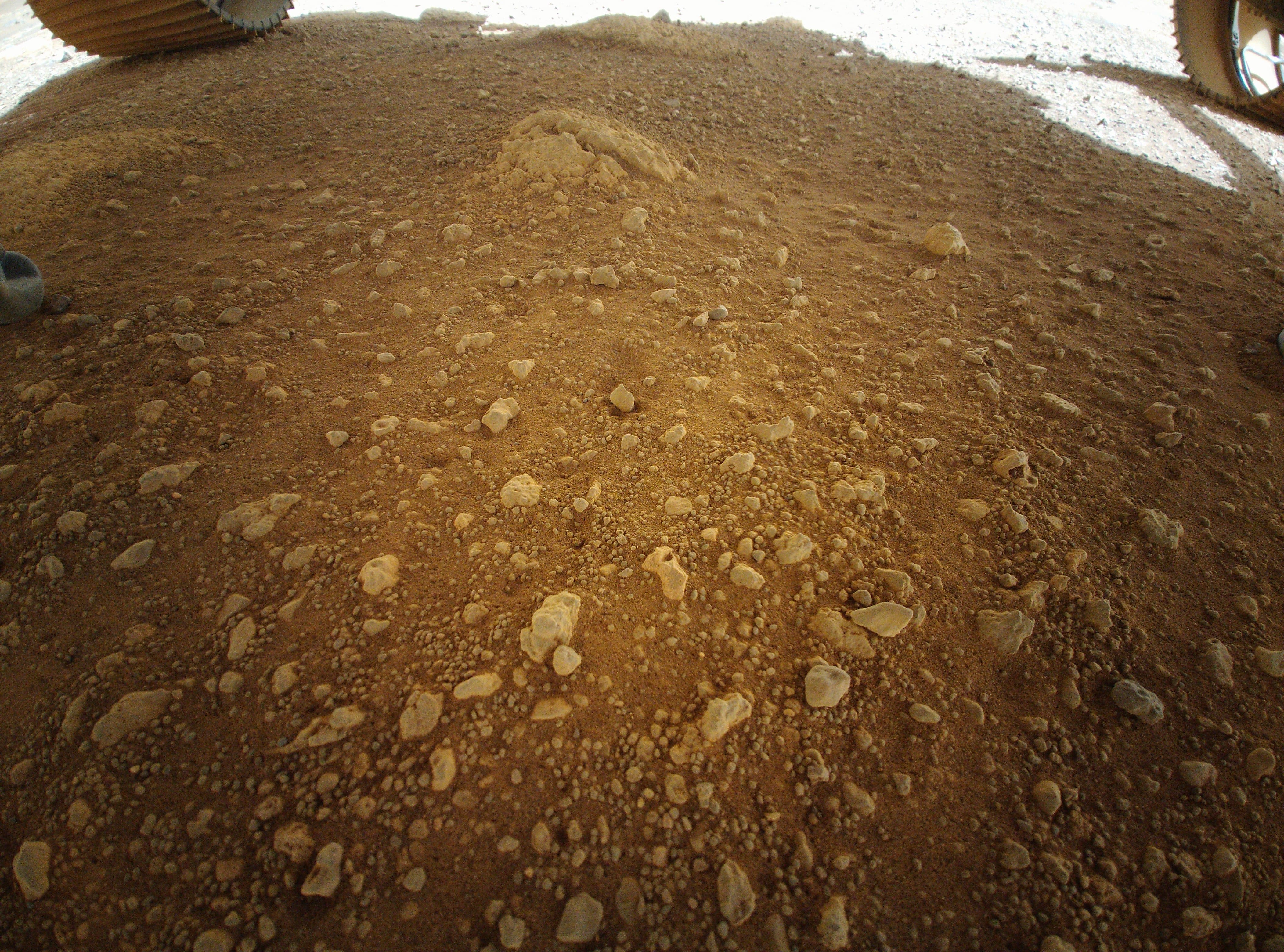
První barevný snímek pořízený vrtulníkem Ingenuity

## Vývoj

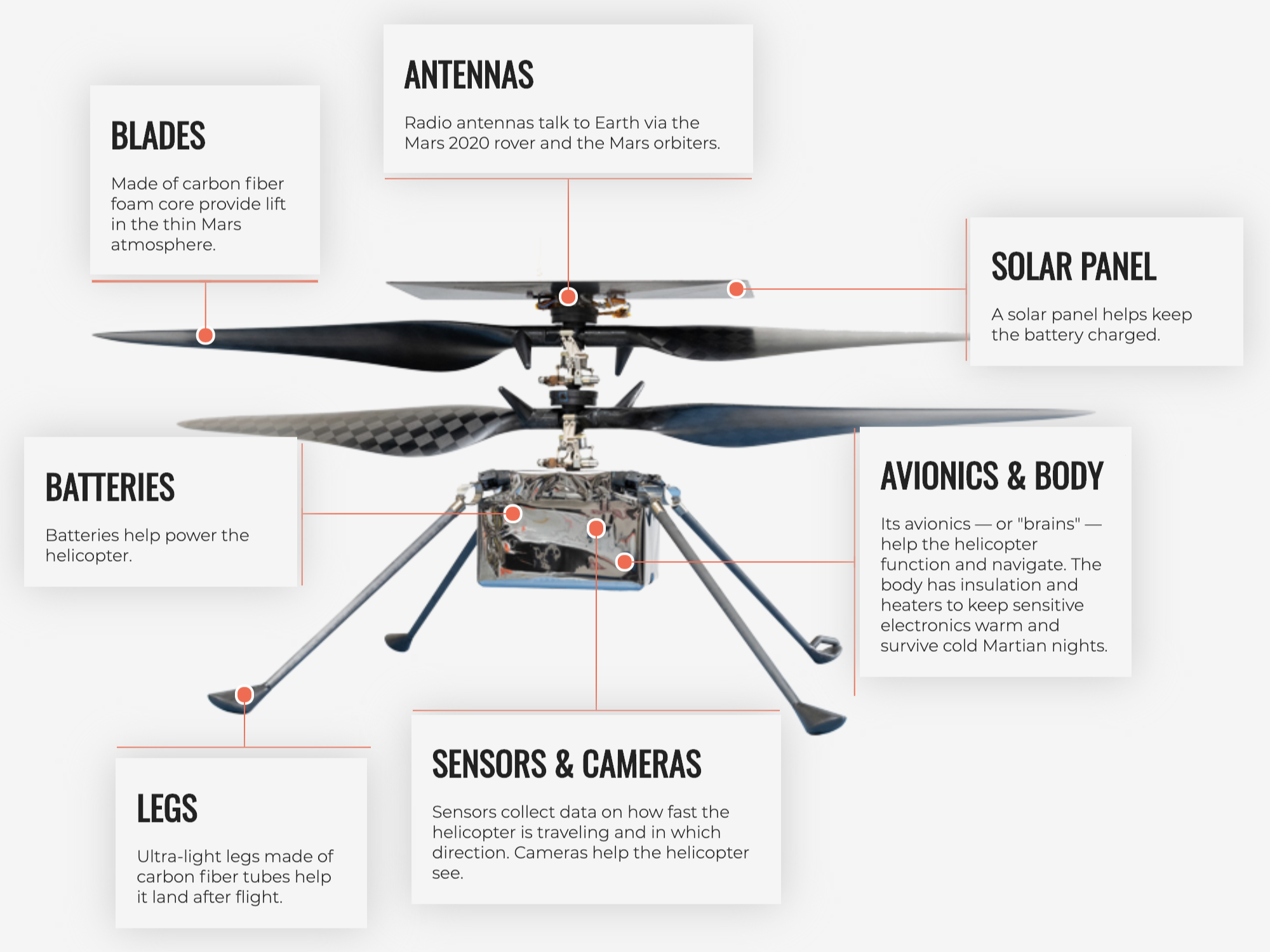
Popis helikoptéry Ineguity.

Vývoj vrtulníku začal v roce 2013 v laboratořích JPL. Během šesti let výzkumu, který byl zakončen úspěšným testem v atmosféře podobné té marsovské, prokázali odborníci, že lze vyrobit stroj tak lehký a zároveň výkonný, že dokáže létat i v atmosféře Marsu.
V roce 2013 byly vytvořeny první prototypy vrtulí, které by dodaly dostatečný vztlak.
V březnu 2014 proběhl první test 1. generace rotorů vrtulníku.
V prosinci 2014 letoun udělal první neřízený let (takzvaný skok).
V roce 2015 proběhl první řízený let, ovšem ne v marsovské atmosféře.

### Testování na Zemi
Výškový rekord vrtulníku v zemské atmosféře je 12,2 km a tlak v marsovské atmosféře v letové výšce Ingenuity odpovídá 30,5 km nad povrchem v zemské atmosféře. Testování vrtulníku tedy probíhalo ve speciální komoře s řidším vzduchem, přičemž vrtulník byl zavěšen na laně, což mělo simulovat menší gravitaci.
Samotné testování probíhalo ve vakuové komoře Space Simulator o průměru 7,62 metru. Tato komora se nachází v Pasadeně v Kalifornii. Testy probíhaly i v areálu Lockheed-Martin v Denveru.

### Tým Ingenuity
Na projektu pracoval tým složený z desítek odborníků. Mezi vedoucí týmu patří:
- Timothy Canham – vedoucí provozu vrtulníku
- Jennifer Shatts – systémový inženýr
- Håvard Fjær Grip – hlavní pilot
- Theodora Tzanetose – taktické vedení
- Vandi Verma – hlavní inženýr robotických operací
- MiMi Aung – vedoucí projektu.

## Cíle
Cílem mise bylo demonstrovat technologický pokrok a zároveň otestovat technologie, které by byly nutné pro případné cestování lidí nebo strojů po Marsu. Do budoucna by měl obdobný vrtulník mít dolet i přes 600 metrů. Vrtulník také zkoumal místa, která byla pro vozítko nedostupná pro náročný terén. Minimum letů, které musel vrtulník absolvovat, bylo pět. Nakonec jich proběhlo 72.

## Lety

### Harmonogram letů a příprava

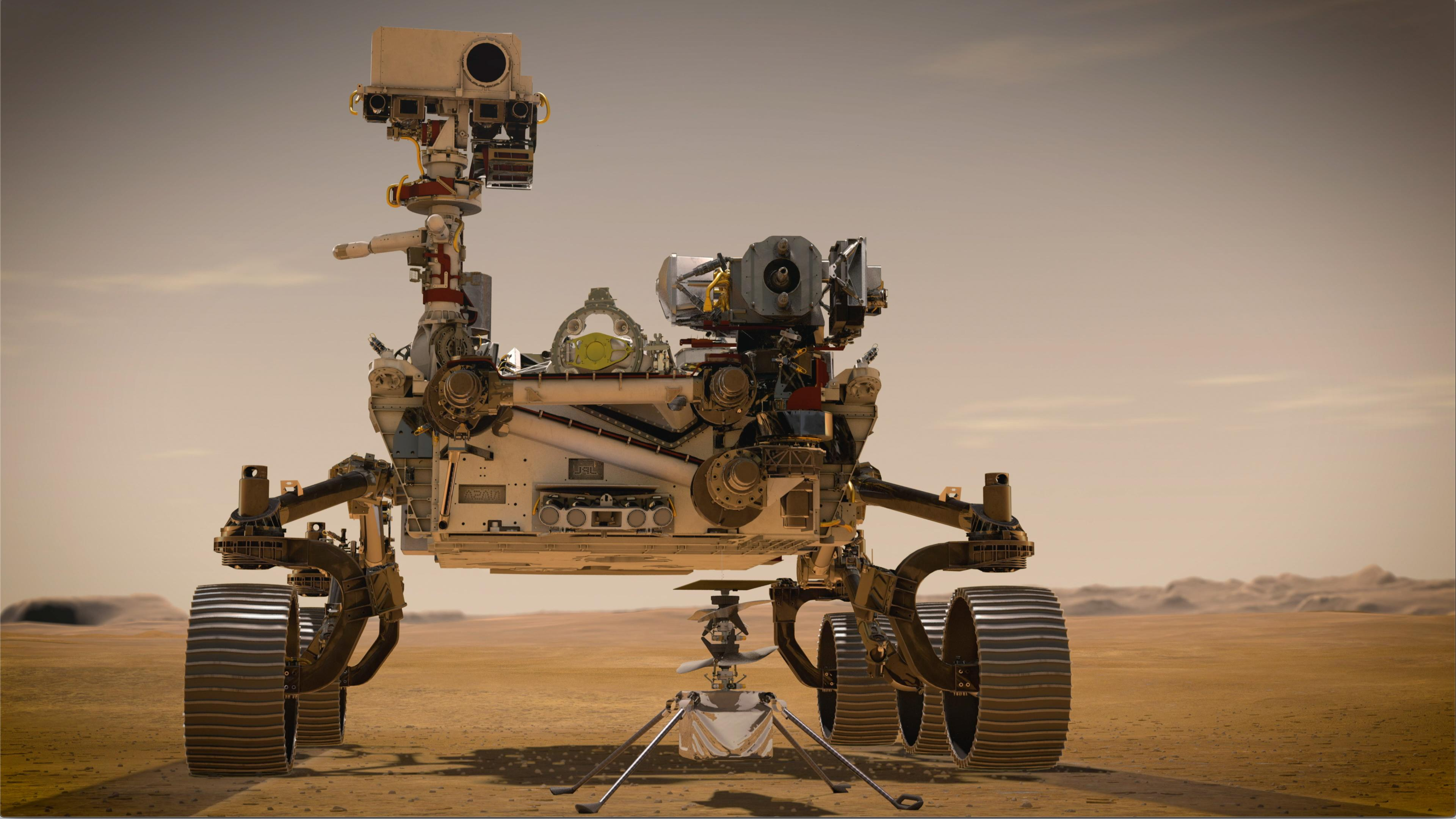
Helikoptéra Ingenuity, v pozadí rover Perseverance.

Tým Ingenuity dostal 30 dní na provedení všech pokusů, poté bude muset Perseverance pokračovat ve své hlavní misi. Plán je 2 až 3 minuty letu denně, ale letů mělo být provedeno pouze pět. Tým však připouštěl i více letů, než bylo plánováno. První tři lety tvořily dle vědců minimum nutné pro otestování všech technologií, vše poté považovali za bonus a byly testovány jiné, například nebezpečné, věci. Nakonec bylo rozhodnuto o provedení dalších letů.
První zpráva o stavu vrtulníku přišla 19. února 2021 v 15:30 PST. Ve zprávě stálo, že baterie i topná tělesa jsou v pořádku.

### První let

#### Příprava na první let
To, kdy bude proveden první let, NASA oznámil na online briefingu pro média v úterý 23. března v 13:30 EDT (10:30 PDT). Sledovat ho šlo buď přes NASA TV, YouTube nebo další sociální sítě NASA. Veřejnost mohla klást dotazy přes sociální sítě pod hastagem #MarsHelicopter. Na tomto briefingu bylo oznámeno, že první let proběhne začátkem dubna. Příprava na let začala už v březnu.

#### Průběh letu
První let proběhl 19. dubna 2021. Trval 39,1 sekund. Cílem bylo otestovat všechny technologie a pořídit první snímky povrchu Marsu ze vzduchu. Vrtulník vyletěl do výšky tří metrů, tam několik sekund setrval, otočil se kolem vlastní osy a následně klesl.

#### Reakce
K úspěšnému letu pogratuloval agentuře NASA i americký prezident Joe Biden.

#### Galerie z prvního letu

Animace fotografií prvního letu vrtulníku Ingenuity z roveru Perseverance.
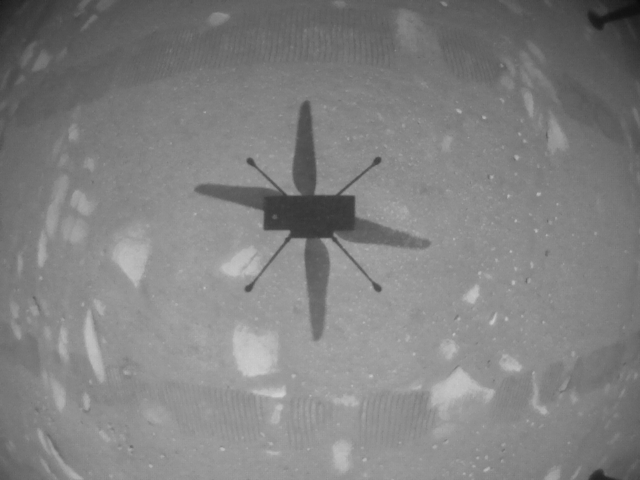
První černobílá fotografie z  letu vrtulníku Ingenuity.
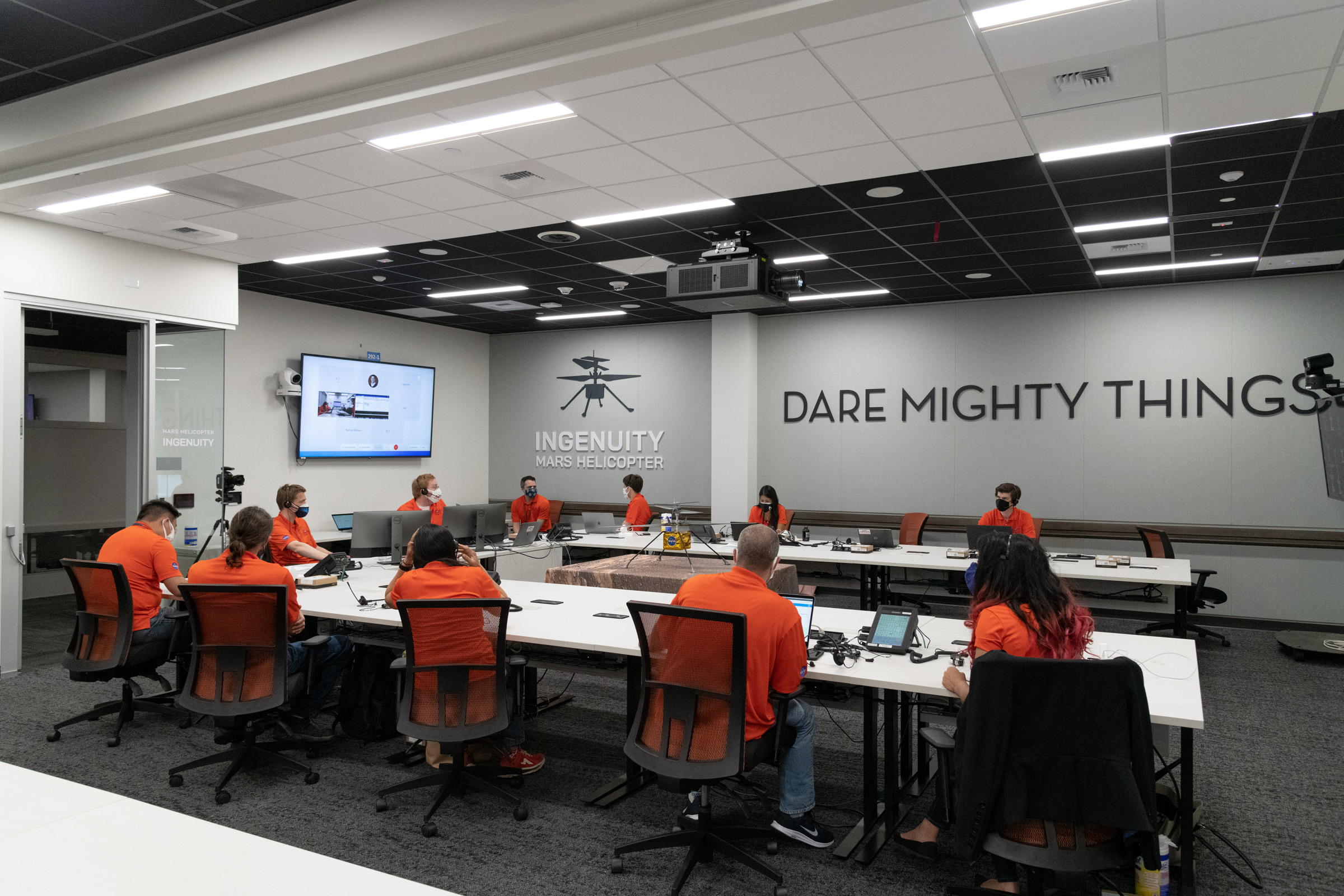
Tým vrtulníku Ingenuity očekává výsledky prvního letu.
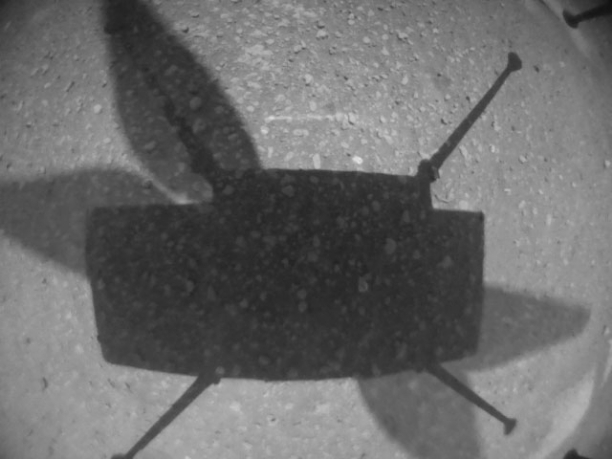
První snímek pořízený vrtulníkem po přistání
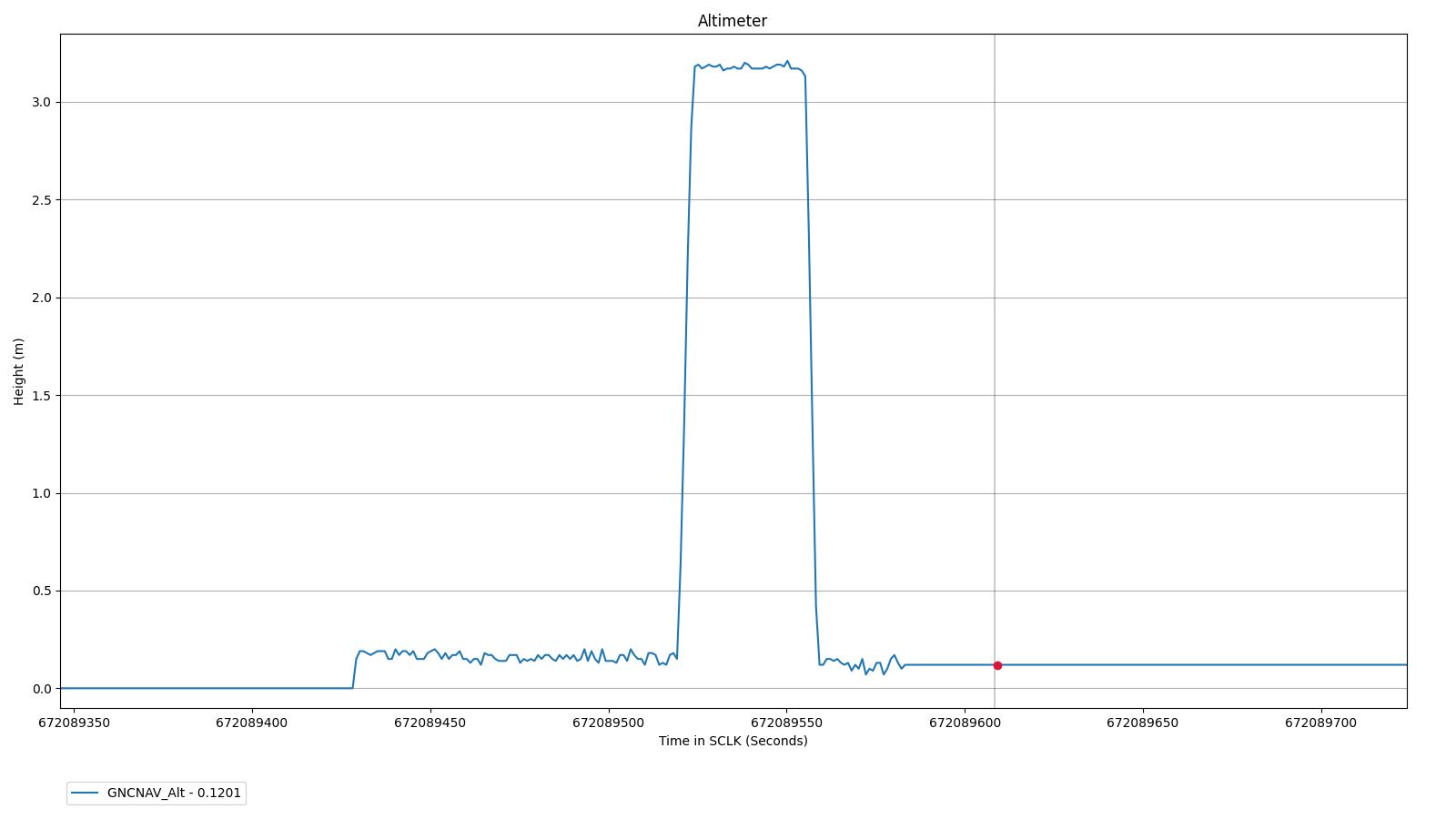
Graf výšky nad povrchem v závislosti na čase

### Další lety

Záznam 26. letu vrtulníku

Do 5. července byl provedeno celkem 9. letů,, při desátém letu vrtulník vystoupal až 12 metrů vysoko., tento rekord překonal let 11. Další lety opět překonávaly rekordy v nejvyšší dosažené výšce a celkové vzdálenosti. Do března 2024 proběhlo celkem 21 letů.
Za dobu jednoho roku od prvního vzletu bylo uskutečněno celkem 26 letů. Ingenuity je stále aktivní i na začátku roku 2024, let s pořadovým číslem 70 proběhl 22. prosince 2023. Celkově Ingenuity nalétal za více než dvě letové hodiny asi 17 kilometrů rychlostí až 10 m/s, maximální výška letu byla 24 m.
| Číslo letu | Datum letu         | Cíle                                                                           | Délka trvání  | Průběh |
| ---------- | ------------------ | ------------------------------------------------------------------------------ | ------------- | --- |
| 1.         | 19. duben 2021     | Vyzkoušet použité technologie a pořídit snímky povrchu a vozítka Perseverance. | 39,1 sekundy  | Vzlet do výšky 3 metry, setrvání ve výšce, otočka kolem vlastní osy a přistání.                                                                                                  |
| 2.         | 22. duben 2021     | Pořídit snímky povrchu a zmapovat terén v okolí vozítka.                       | 51,9 sekundy  | Dosažení výšky 5 metrů, setrvání ve výšce, horizontální let 2 metry, návrat zpět a přistání.                                                                                     |
| 3.         | 25. duben 2021     | Oveřit funkčnost navigace                                                      | 80 sekund     | Dosažení výšky 5 metrů, setrvání ve výšce, horizontální let 50 metrů, návrat zpět a přistání.                                                                                    |
| 4.         | duben 2021         | průzkum přistávacích oblastí                                                   | 117 sekund    | Let do 5 m výšky, pak horizontální přelet 133 m daleko, rychlostí 3,5 m/s. |
| 5.         | 7. květen 2021     | Přistát jinde než v místě vzletu a vzlétnout do 10 metrů                       | 108 sekund    | Let do 5 metrů, pak horizontální přelet 129 m jižně. |
| 6.         | 22. květen 2021    |                                                                                | 140 sekund    | Let do výšky 10 metrů, horizontální let 150 metrů směrem na jihozápad při rychlosti 4 m/s. Poté let 15 metrů jižně. Nakonec let dalších 50 metrů směrem na jihovýchod, přistání. |
| 7.         | 9. červen 2021     |                                                                                | 32,8 sekundy  | Let 106 m směr na jih. |
| 8.         | 21. červen 2021    |                                                                                | 77,4 sekundy  | Let 160 m, přistání cca 133 m od roveru Perseverance. |
| 9.         | 5. červenec 2021   |                                                                                | 166,4 sekundy | |
| 10.        | 24. červenec       |                                                                                | 165,4 sekundy | Let do výšky 12 m, nad oblastí Raised Ridges uletěl 95 metrů. |
| 11.        | 5. srpen 2021      |                                                                                | 130,9 sekundy | Let do výšky 11,8 m, horizontálně uletěl cca 380 m. |
| 12.        | 16. srpen 2021     |                                                                                | 169 sekund    | Let do výšky 10 m, horizontálně uletěl cca 450 m. |
| 13.        | 5. září 2021       |                                                                                | 161 sekund    | Let do výšky 8 m, horizontálně uletěl cca 105 m. |
| 14.        | 24. říjen 2021     | Ověření rychlejších otáček - až 2700 ot./min                                   | 23 sekund     | Let do výšky 5 m, horizontálně uletěl 2 m. |
| 15.        | 6. listopad 2021   |                                                                                | 128,8 sekundy | Let do výšky 12 m, horizontálně uletěl cca 406 m. |
| 16.        | 20. listopad 2021  |                                                                                | 107,9 sekundy | Let do výšky 10 m, horizontálně uletěl cca 116 m. |
| 17.        | 5. prosinec 2021   |                                                                                | 116,8 sekundy | Let do výšky 10 m, horizontálně uletěl cca 187 m. |
| 18.        | 15. prosinec 2021  |                                                                                | 124,3 sekundy | Let do výšky 10 m, horizontálně uletěl cca 230 m. |
| 19.        | 8. únor 2022       |                                                                                | 100 sekund    | Let do výšky 10 m, horizontálně uletěl cca 62 m. |
| 20.        | 25. únor 2022      |                                                                                | 130,3 sekundy | Let do výšky 10 m, horizontálně uletěl cca 392 m. |
| 21.        | 10. březen 2022    |                                                                                | 129,2 sekundy | Let do výšky 10 m, horizontálně uletěl cca 374 m. |
| 22.        | 20. březen 2022    |                                                                                | 101,4 sekundy | Let do výšky 10 m, horizontálně uletěl cca 70 m. |
| 23.        | 24. březen 2022    |                                                                                | 129,1 sekundy | Let do výšky 10 m, horizontálně uletěl cca 375 m. |
| 24.        | 3. duben 2022      |                                                                                | 69,8 sekundy  | Let do výšky 10 m, horizontálně uletěl cca 48 m. |
| 25.        | 8. duben 2022      | Největší uletěná vzdálenost.                                                   | 161,3 sekundy | Let do výšky 10 m, horizontálně uletěl rekordních cca 708 m. |
| 26.        | 19. duben 2022     | Vyfotografovat trosky vrchního krytu přistávací části a padáku                 | 159 sekundy   | Let do výšky 8 m, horizontálně uletěl cca 360 m. |
| 27.        | 23. duben 2022     |                                                                                | 153,9 sekundy | Let do výšky 10 m, horizontálně uletěl cca 305 m. |
| 28.        | 29. duben 2022     |                                                                                | 152,9 sekundy | Let do výšky 10 m, horizontálně uletěl cca 421 m. |
| 29.        | 11. červen 2022    |                                                                                | 66,6 sekundy  | Let do výšky 10 m, horizontálně uletěl cca 182 m. |
| 30.        | 20. srpen 2022     |                                                                                | 33,3 sekundy  | Let do výšky 5 metrů, horizontálně uletěl cca 2 metry. |
| 31.        | 6. září 2022       |                                                                                | 55,6 sekundy  | Let do výšky 10 metrů, horizontálně uletěl cca 97 m. |
| 32.        | 17. září 2022      |                                                                                | 55,6 sekundy  | Let do výšky 10 metrů, horizontálně uletěl cca 97 m. |
| 33.        | 24. září 2022      |                                                                                | 55,2 sekundy. | Let do výšky 10 metrů, horizontálně uletěl 111 m. |
| 34.        | 22. listopadu 2022 |                                                                                | 18,3 sekundy  | Pouze vertikální let do výšky 5 metrů. |
| 35.        | 3. prosince 2022   | Nejvyšší dosažená výška za všechny lety.                                       | 52,0 sekundy  | Let 14 metrů do výšky, horizontálně uletěl cca 15 m. |
| 36.        | 10. prosince 2022  |                                                                                | 60,5 sekundy  | Let 10 metrů do výšky, horizontálně uletěl cca 110 m. |
| 37.        | 17. prosince 2022  |                                                                                | 55,2 sekundy  | Let do výšky 10 metrů, horizontálně uletěl 62 metrů. |
| 38.        | 4. ledna 2023      |                                                                                | 74,3 sekundy  | Let do výšky 10 metrů, horizontálně uletěl 111 metrů. |
| 39.        | 11. ledna 2023     |                                                                                | 78,7 sekundy  | Let do výšky 10 metrů, horizontálně uletěl 140 metrů. |
| 40.        | 19. ledna 2023     |                                                                                | 91,6 sekundy  | Let do výšky 10 metrů, horizontálně uletěl 178 metrů. |
| 41.        | 27. ledna 2023     |                                                                                | 109,1 sekundy | Let do výšky 10 metrů, horizontálně uletěl 183 metrů. |
| 42.        | 4. února 2023      |                                                                                | 137,2 sekundy | Let do výšky 10 metrů, horizontálně uletěl 248 metrů. |
| 43.        | 16. února 2023     |                                                                                | 146,0 sekundy | Let do výšky 12 metrů, horizontálně uletěl 390 metrů. |
| 44.        | 19. února 2023     |                                                                                | 141,3 sekundy | Let do výšky 12 metrů, horizontálně uletěl 334 metrů. |
| 45.        | 22. února 2023     |                                                                                | 144,5 sekundy | Let do výšky 12 metrů, horizontáně uletěl 496 metrů. |
| 46.        | 25. února 2023     | Během letu byla překonána hranice 10 kilometrů uletěných za celou dobu mise.   | 135,9 sekundy | Let do výšky 12 metrů, horizontálně uletěl 445 metrů. |
| 47.        | 9. března 2023     |                                                                                | 146,1 sekundy | Let do výšky 12 metrů, horizontálně uletěl 440 metrů. |
| 48.        | 21. března 2023    |                                                                                | 149,9 sekundy | Let do výšky 12 metrů, horizontálně uletěl 398 metrů. |

## Místo působení

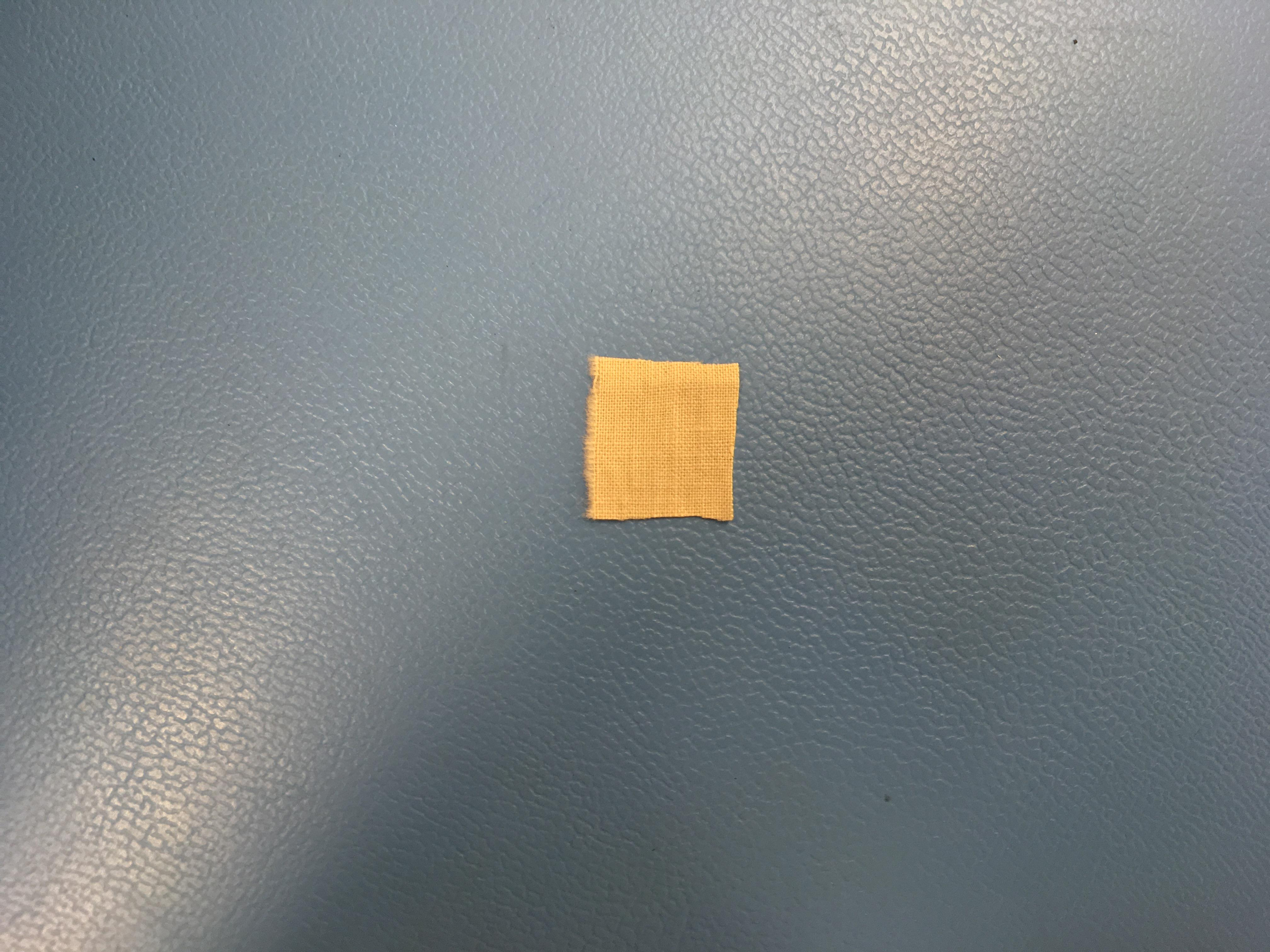
Kousek letadla bratří Wrightů, který nese vrtulník Ingenuity

Vrtulník Ingenuity létá v kráteru Jezero, stejně jako vozítko Perseverance. Vzhledem k tomu, že teplota v kráteru klesá v noci až na -90 °C, je velké množství energie vynaloženo na ohřev, proto dostup ani dolet vrtulníku není příliš velký. Vrtulník se soustředí na zkoumání okolí vozítka a také jeho následné cesty. Tým na Zemi vytvořil přesné plány letů. Kráter dostal označení ICAO JZRO. Jednotlivá místa startů a přistání jsou systematicky označována písmeny latinky a řecké abecedy, kromě místa prvních letů označeného jako Wright Brothers Field.

## Název
Název Ingenuity byl navržen Alezi Rupaniovou, studentkou střední školy v Alabamě, v rámci akce Name the Rover. Původně mělo tento název nést vozítko, které však nakonec bylo pojmenováno Perseverance. Tým NASA a JPL, který však za název zodpovídal, však rozhodl, že se název Ingenuity (česky vynalézavost) se hodí na velice odvážný koncept vrtulníku.
Do března 2020 byl oficiálně používán název JPL Mars helicpoter scout. 9. března 2020 JPL oznámilo, že bude používán název Mars Helicpoter. 29. dubna 2020 pak JPL na tiskové konferenci uvedlo, že komise vybrala pro vrtulníček název Ingenuity.
Vrtulníku Ingenuity je také přezdíváno Ginny, tato přezdívka však byla využívána hlavně před konečným pojmenováním Ingenuity.

## Technické specifikace
- Hmotnost: 1,8 kg[66]
- Výška: 49 cm[66]
- Dolet: 300 metrů
- Výška letu (dostup): 3–5 metrů
- Maximální doba letu: 90 sekund, nejdelší lety přes 160 sekund.
- Maximální rychlost horizontální: 10 m/s (36 km/h)
- Maximální rychlost svislá: 3 m/s (10,8 km/h)
- Maximální dosah rádiového spojení vrtulníku: 1000 m[67]
- Velikost trupu: 14 cm x 14 cm x 14 cm[67]
- Výkon: cca 350 W[68]
- Baterie: 6× Li-ion článek Sony SE US18650 VTC4 (kapac. à 2 Ah; výkon celk. 360 W, max. 510 W)[69]

## Ocenění
- Collier Trophy 2021 – Tým NASA Jet Propulsion Laboratory vrtulníku Ingenuity za první řiditelný poháněný let letadla na jiné planetě, který otevřel nebe Marsu a jiných světech pro budoucí vědecké a průzkumné mise[70]

## Galerie

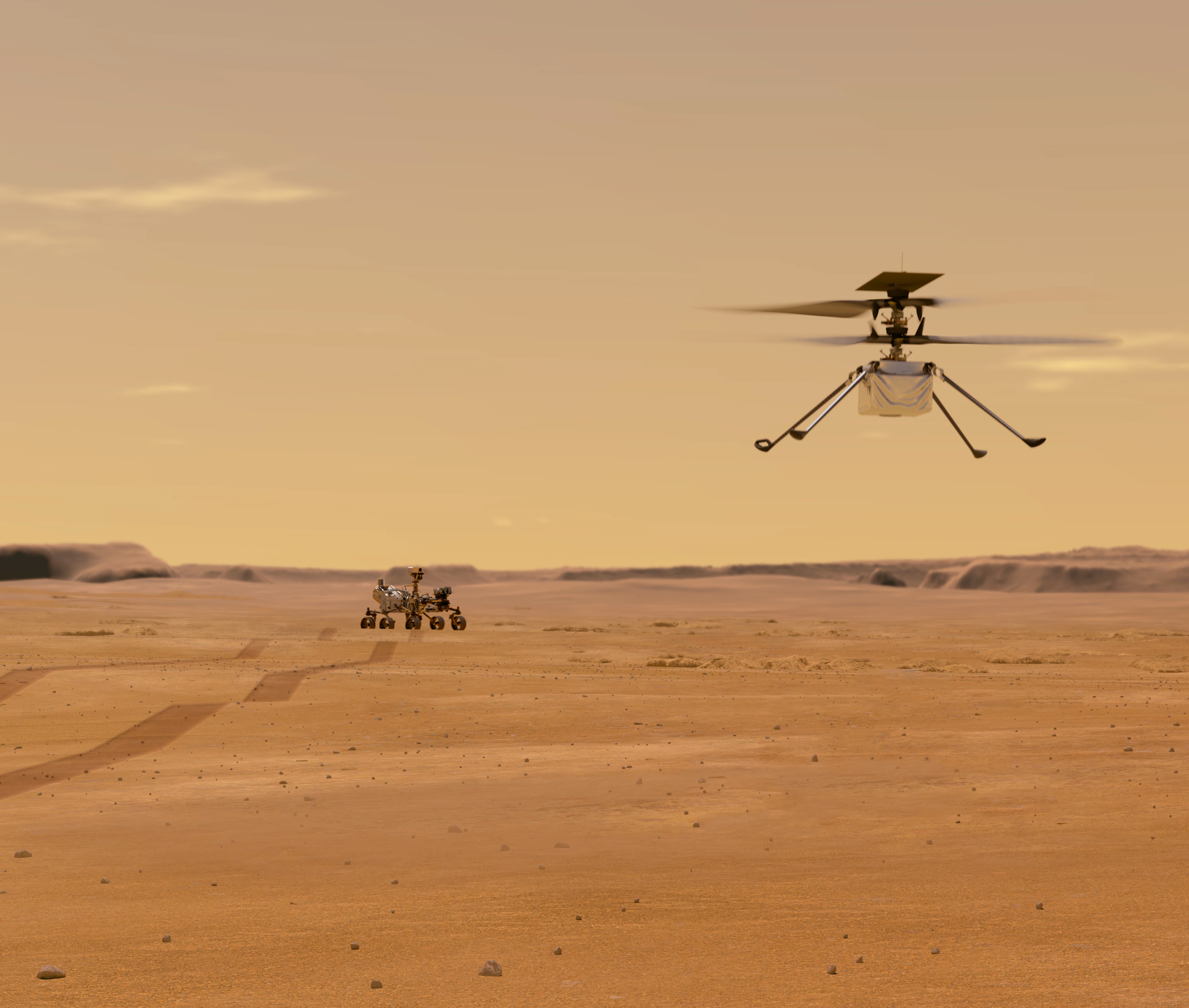
Umělecká představa vrtulníku na Marsu. V pozadí rover Perseverance.
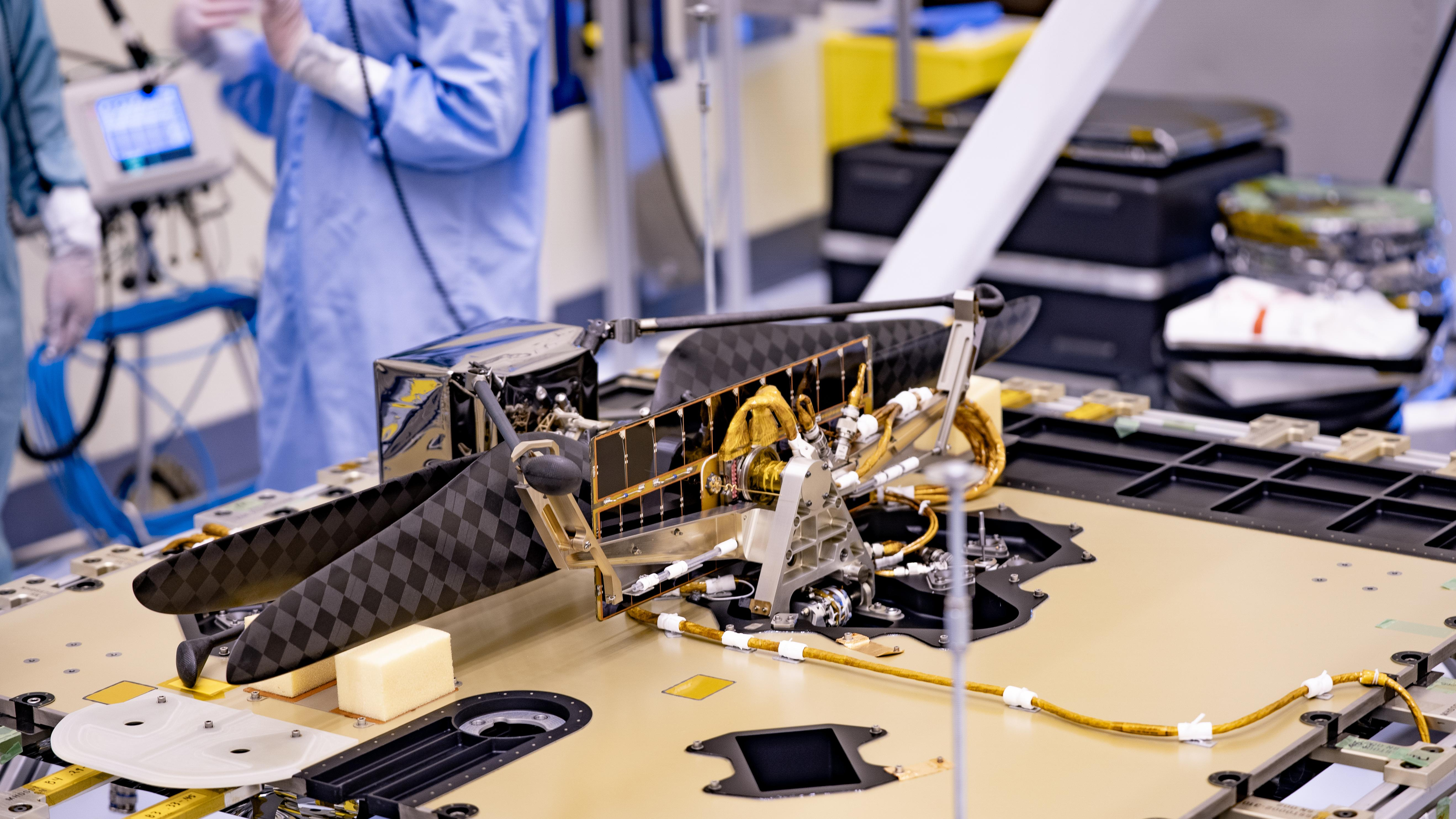
Helikoptéra Ingenuity před umístěním do roveru.
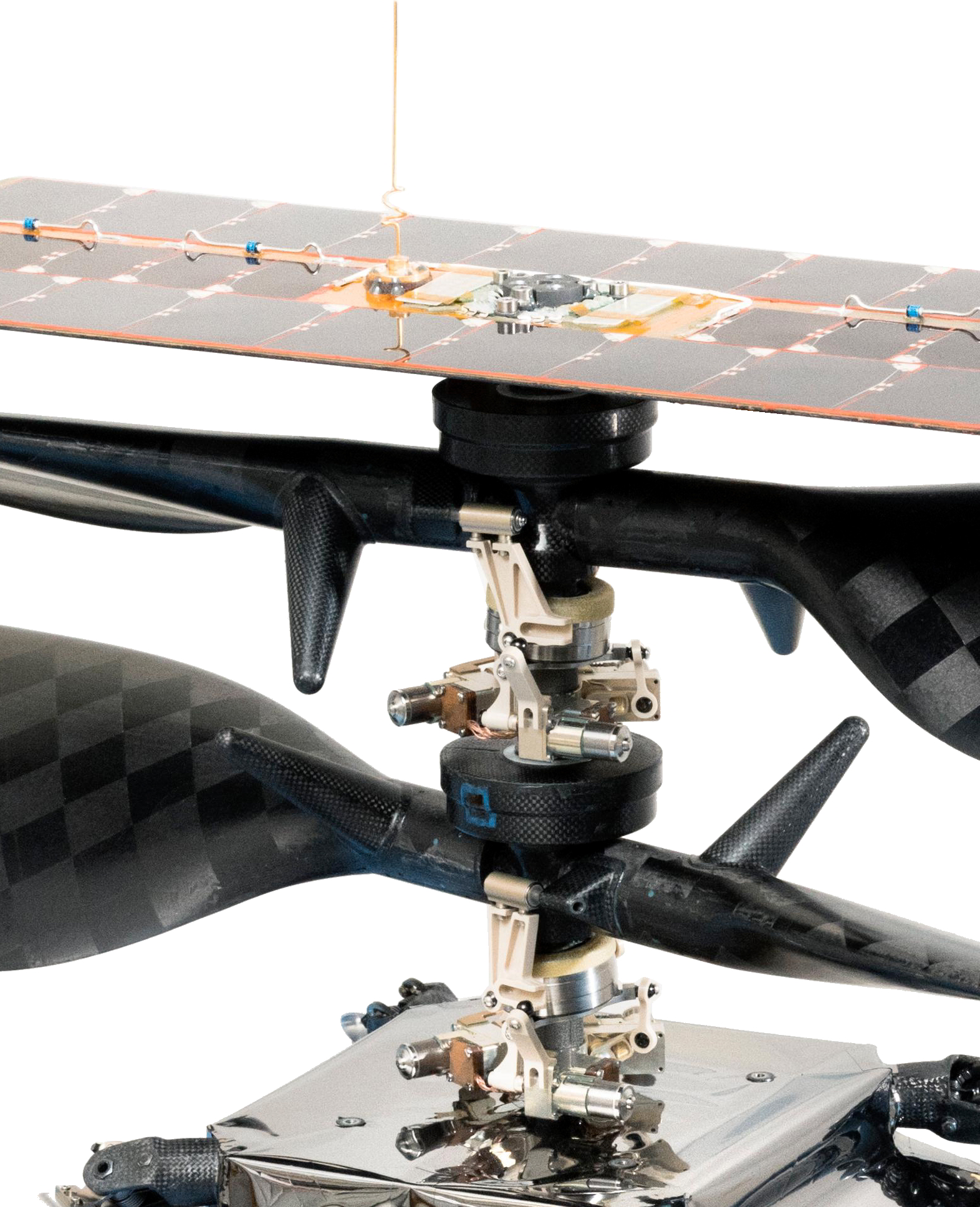
Detail rotorů vrtulníku Ingenuity.
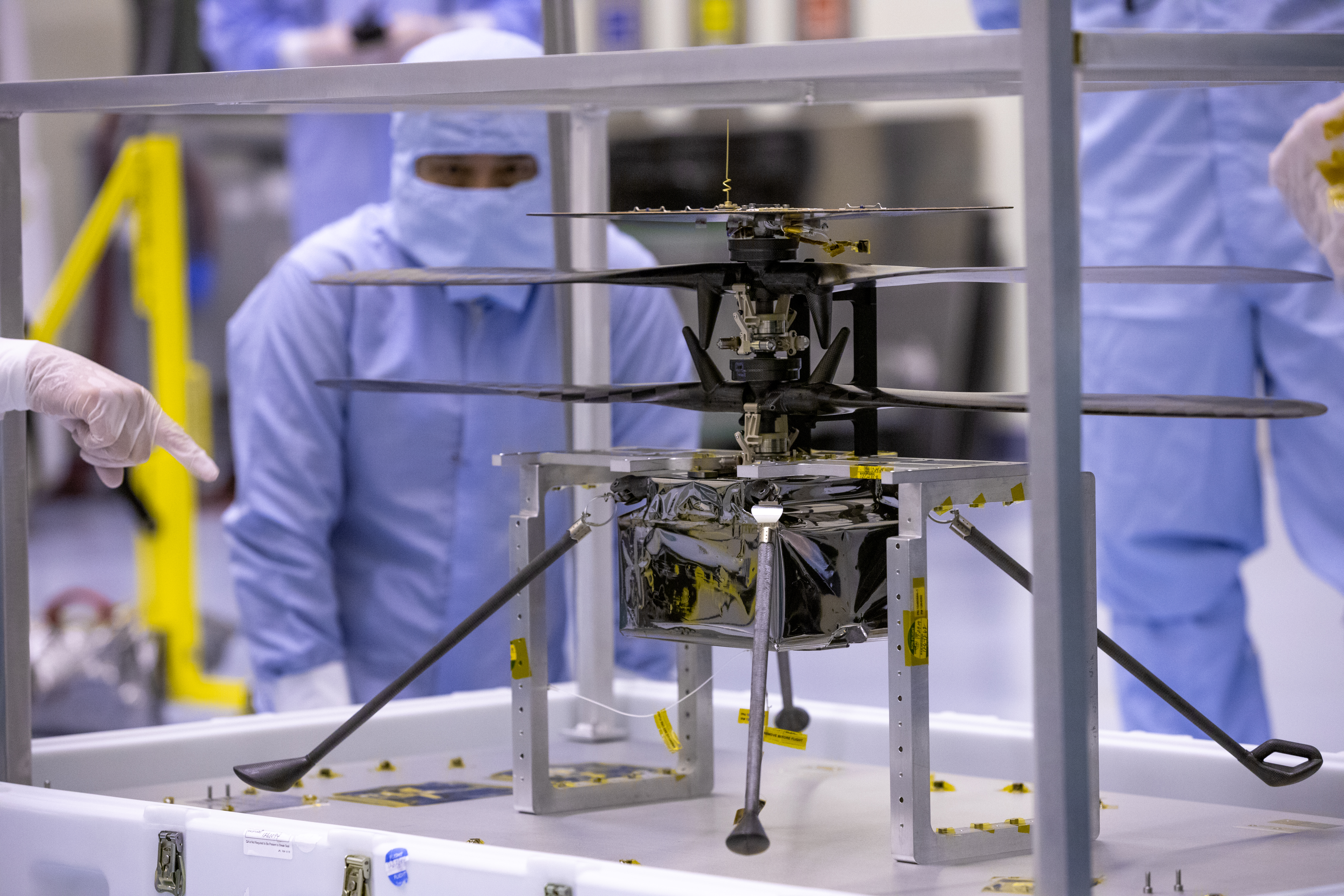
Vrtulník Ingenuity při montáži.
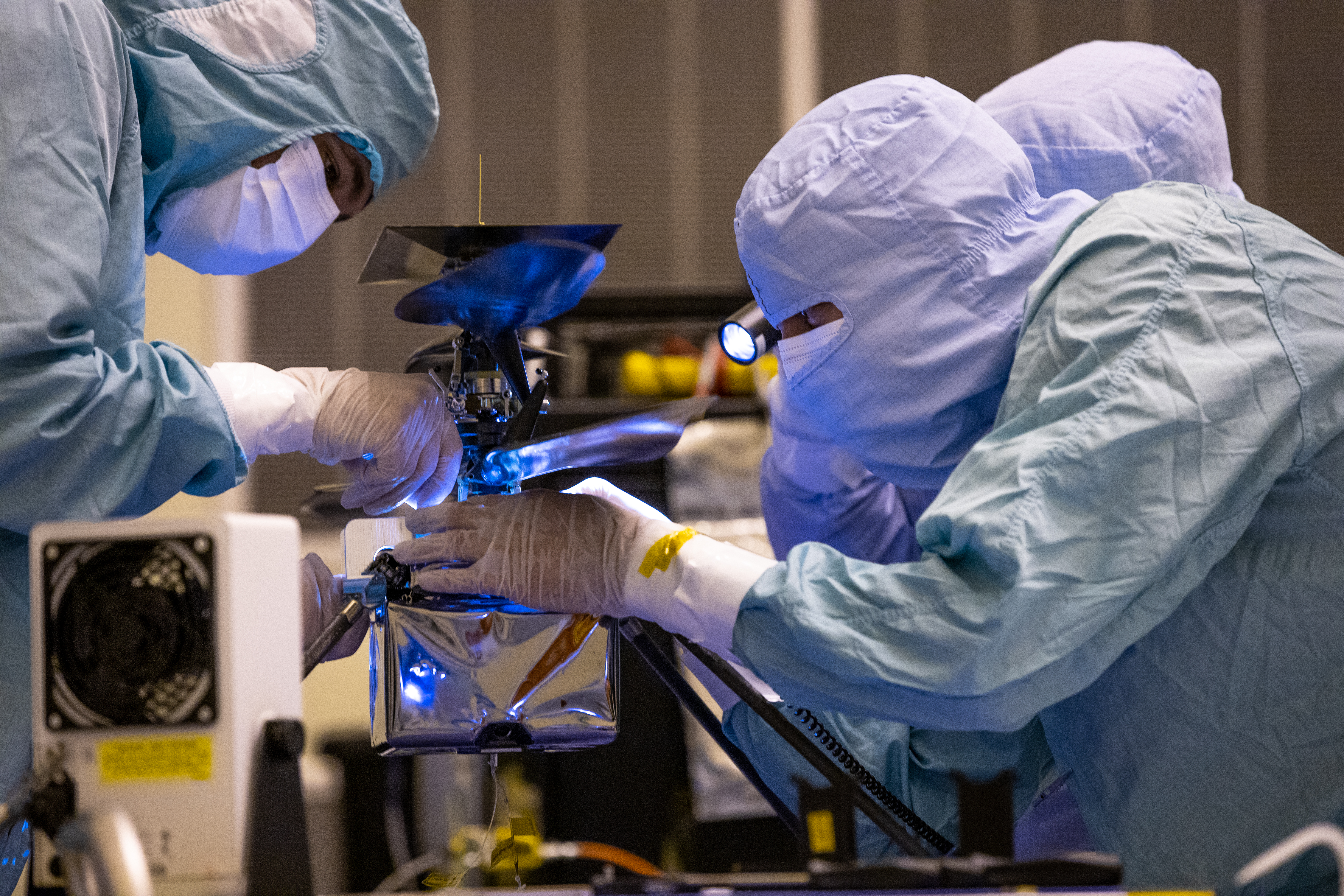
Vrtulník Ingenuity při montáži.
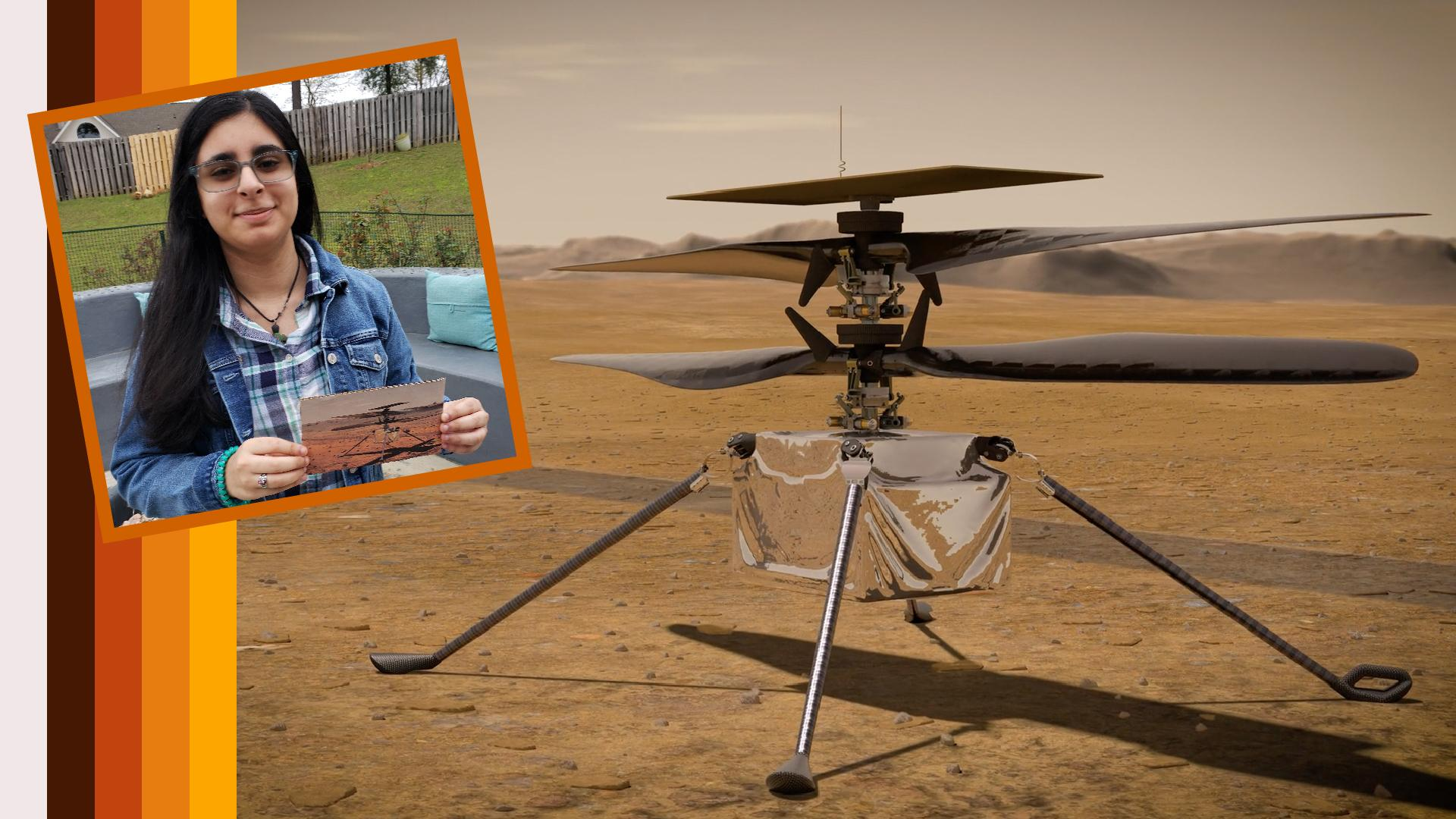
Autorka návrhu jména Alezi Rupani.
Logo vrtulníku Ingenuity.
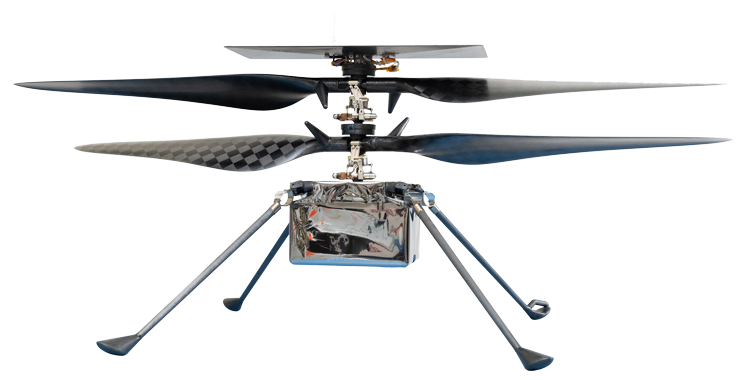
Helikoptéra Ingenuity.